# Lakshmidevipura, Madhugiri
Lakshmidevipura là một làng thuộc tehsil Madhugiri, huyện Tumkur, bang Karnataka, Ấn Độ.